# Sarah Escobar
Sarah Escobar, född 1 februari 2002 i New York, är en amerikansk-ecuadoriansk alpin skidåkare som representerade Ecuador i olympiska vinterspelen 2022, där hon tävlade i storslalom.

## Karriär
I augusti 2018 tävlade Escobar i sin första FIS-tävling i Cardrona, där hon slutade på 37:e plats i slalom. Vid olympiska vinterspelen för ungdomar 2020 tävlade Escobar i slalom och storslalom, men fullföljde inte någon av tävlingarna.
Vid olympiska vinterspelen 2022 tävlade Escobar i storslalom, men lyckades inte fullfölja tävlingen. Hon blev den första kvinnliga idrottaren från Ecuador i ett vinter-OS. Escobar var dessutom landets fanbärare vid öppningsceremonin.